# 罗雄维莱
罗雄维莱（法語：Rochonvillers，法語發音：[ʁɔʃɔ̃vile]；洛林语：Rechonvlé）是法国摩泽尔省的一个市镇，位于该省西北部，属于蒂永维尔区。

## 地理
罗雄维莱（49°24'52"N, 6°1'41"E）面积5.64 平方千米，位于法国大東部大區摩泽尔省，该省份为法国东北部内陆省份，是洛林的一部分，西南接默尔特-摩泽尔省，东临下莱茵省，北与卢森堡和德国接壤。
与罗雄维莱接壤的市镇（或旧市镇、城区）包括：昂日维莱、埃什朗日、阿旺日、奥唐日、特雷桑日、沃尔默朗日莱米讷。
罗雄维莱的时区为UTC+01:00、UTC+02:00（夏令时）。

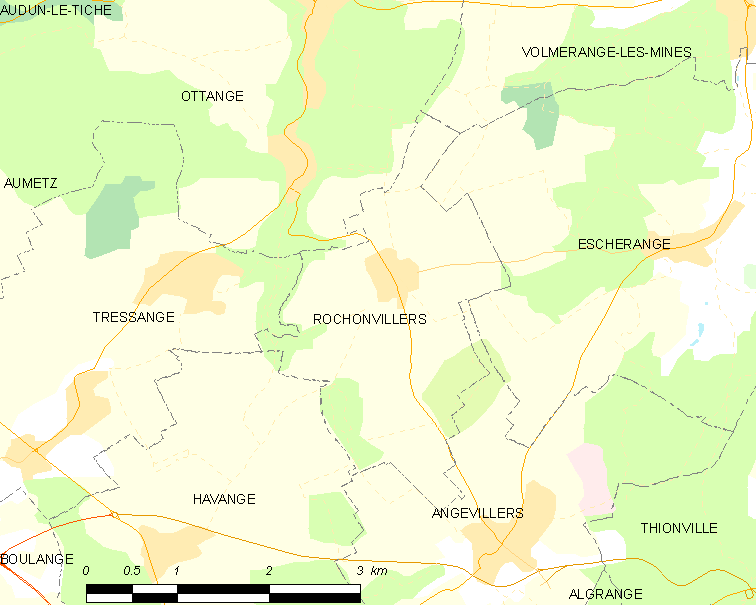
罗雄维莱的OSM定位图

## 行政
罗雄维莱的邮政编码为57840，INSEE市镇编码为57586。

## 政治
罗雄维莱所属的省级选区为阿尔格朗日县。

## 人口

1962-2008年间罗雄维莱人口变化图示

罗雄维莱于2022年1月1日时的人口数量为205人。